# هيو طومسون جونيور
هيو طومسون جونيور (بالإنجليزية: Hugh Thompson Jr.)‏ هو طيار أمريكي، ولد في 15 أبريل 1943 في أتلانتا في الولايات المتحدة، وتوفي في 6 يناير 2006 في الإسكندرية في الولايات المتحدة بسبب سرطان.

## وصلات خارجية
- هيو طومسون جونيور على موقع إن إن دي بي (الإنجليزية)